# サモンナイトU:X
『サモンナイトU:X〈ユークロス〉』はシミュレーションRPG『サモンナイトシリーズ』のメディアミックス作品である小説シリーズ。著者は同シリーズのシナリオライターでもある都月景。イラストは飯塚武史（表紙・ピンナップ）および和狸ナオ（挿絵）。

## 概要
サモンナイト4から、『響融化（アストレイズ）』によって世界の有り様が大きく変容した約300年後のサモンナイト5までの空白の時代に起こった、リィンバウムを含む6つの世界を壊滅同然にまで追い詰めた『狂界戦争』の真相を描いた物語。時系列としてはサモンナイト4（浮遊城事件）の約2年後にあたる。
ゲームでは選択によって主人公の性別や属性、パートナー、たどり着く結末が異なるマルチエンディングであるが、小説では選択されなかった歴代主人公やパートナーたちも、これまでとは異なる立場や役割で登場しており、第1巻の帯では「歴代主人公総出演」と記されている。

## シリーズ一覧
集英社・JUMPjBOOKSで2013年から2021年にかけて全6巻が発行された。
- 第1巻 界境の異邦人
- 第2巻 黄昏時の来訪者
- 第3巻 叛檄の救世主
- 第4巻 理想郷の殉難者たち
- 第5巻 狂界戦争
- 第6巻 響界戦争

## あらすじ
名もなき世界の那岐宮市に住む高校二年生の望月命（ミコト）は、偶然見つけた「門（ゲート）」から異世界リィンバウムに足を踏み入れ、成り行きから帝国軍と戦うことになってしまう。その中でミコトは自身がリィンバウムで生まれた者であり、制錬石を収納する器として造られた人造生命体『制錬者（ストレイジャー）』であること、亡魂を憑依させて彼らが生前備えていた特性や知識を行使できる『追想』の力を持っていることを知る。
時を同じくして、『再誕』の力を持つもう一人の制錬者レイによって、かつて誓約者や超律者に倒されたはずの無色の派閥の大幹部オルドレイク・セルボルトや悪魔王レイム・メルギトスたちが甦っていた。再誕した彼らを従え政変により帝国を掌握したレイは救世皇帝を名乗り、世界の覇権をとるべくリィンバウム全土に宣戦を布告する。

## 登場キャラクター

### メインキャラクター
望月命（もちづき みこと）
主人公。両親を早くに亡くし叔父と二人で暮らす平凡な高校生であったが、偶然からリィンバウムに足を踏み入れ、自身が『追想』の力を持つ制錬者であることを知る。
望月戒（もちづき かい） / カイロス・ウォルバング
ミコトの叔父。その正体はリィンバウムから名も無き世界に渡った機属性召喚師で、制錬者たちの父親側の遺伝子提供者。かつて恋仲であったシャマードと共に制錬者たちを造り出したが、彼女の歪んだ思想に付いていけなくなり、研究施設の事故に乗じて幼いミコトを連れ去り名も無き世界に逃亡していた。
シャリマ / シャマード・リッツアー
制錬者たちを造り出した霊属性召喚師で、母親側の遺伝子提供者。忌まわしいものとして破棄されたはずの召喚兵器に改造を加えるなど常軌を逸した天才。倫理観や良心が欠如しており（いわゆるサイコパス）、己の理想や知的好奇心のためなら他者だけでなく自分自身も道具にすることも躊躇わないマッドサイエンティスト。
デュウ
制錬者たちよりも先に、シャリマによって生体兵器として造られた幼い少女。シャリマに使役されてミコトと敵対するが、二人の間で板ばさみになり、自身の後継作（弟）であるミコトをかばって落命した。死した後はミコトの願いにより彼の守護霊として行動を共にしている。
レイ
政変によって帝国を掌握し救世皇帝を名乗る青年。ミコトと対になる器として造られたもう一人の制錬者であり、亡魂に新たな肉体を与える『再誕』の力を持つ。

### サモンナイト
新堂勇人（しんどう はやと）
男性主人公の一人。名も無き世界の人間であり、ミコトにとっては同じ高校に通う一学年上の先輩にあたる。
エルゴの王の力を授かった当代の『誓約者（リンカー）』。かつて事故によってリィンバウムに召喚され、そこで出会った仲間たちや界の意志（エルゴ）の助力を得てオルドレイクによる魔王召喚を阻止した。
キール・セルボルト
男性パートナーの一人で護界召喚師。オルドレイクとその妻ツェリーヌの間に生まれた息子。クラレットは同腹の姉で、ソルとカシスは腹違いの兄妹にあたる。
ハヤトをリィンバウムに召喚した張本人であり、当初は彼を見張るために正体を隠して接近したが、監視対象であるはずのハヤトや仮宿としているフラットの面々と接していく中で自らの誤ちに気付いていく。最終的には父親と袂を分かち、ハヤトたちと共に戦った。
オルドレイク・セルボルト
無色の派閥の大幹部。魔王召喚による世界刷新を企て無色の派閥の乱でハヤトたちに討たれたが、レイの力によって再誕した。
入り婿としてセルボルト家の当主となり、派閥の始祖が書き残した「エルゴ碑文」を目にした彼は、初代誓約者（エルゴの王）や世界の真実にたどり着いており、レイを自身が望んでいた主として忠誠を誓う。

### サモンナイト2
マグナ・クレスメント
男性主人公。蒼の派閥の召喚師であり、悪魔王メルギトスが引き起こした傀儡戦争を制したことで因果を超える『超律者（ロウラー）』を名乗る。
豊穣の天使アルミネと恋仲であった調律者アルス・クレスメントの子孫にして生まれ変わりであるが、マグナ本人の自覚は薄い。
メルギトスによって最後の調律者の末裔の血肉を素材にして造り出された「雄型の器」。理想的な調律者の再構築を意図した実験の失敗により研究施設ごと放棄されていたが、死した後もリィンバウムを彷徨っていたアルスの亡魂が同じ血統を持つ雄型の器に宿ったことで覚醒した。
護衛獣はバルレル（霊属性）とハサハ（鬼属性）。
ネスティ・バスク（ライル）
男性パートナー。蒼の派閥の機属性召喚師でマグナの兄弟子。機界から亡命した融機人ライル一族の末裔であり、最後の生き残り。
先祖が調律者に助力した罪を問われて派閥に監視されている身であり、リィンバウムで生きていくうえで必要な抗病薬と引き換えに服従を強いられてきた。
都合のいい操り人形としてメルギトスに利用されているトリスを救い出すため、自らの意志でマグナたちから離反し彼女の側にあることを選んだ。
アメル
女性パートナー。癒しと読心の力を発現したことから、レルムの村で聖女として祭りあげられていた少女。
界の意志に逆らった最初の堕天使とされる豊穣の天使アルミネの生まれ変わりであり、マグナとネスティとは深い因縁で結ばれている。
あらゆる生き物を堕落させる悪しき力「源罪（カスラ）」を浄化する聖なる大樹の化身という立場を利用され、再誕したメルギトスの呪詛を受けてしまう。
トリス・メルギトス
女性主人公。マグナと対になる「雌型の器」であり、傀儡戦争当時は岬の屋敷の最深部に隠されていたが、再誕したセルボルト家当主の助力を得て覚醒する。
覚醒してまだ間もないためか、内面は未成熟で野生児そのもの。創造主のメルギトスを父親として慕い、全幅の信頼を寄せる。
対として造られた器でありながら先に覚醒していたマグナを、自分がもらえるはずだったものを全部奪いとっていった者として激しく憎悪している。
護衛獣はレオルド（機属性）とレシィ（獣属性）。
レイム・メルギトス
奸計と虚言の悪魔王。傀儡戦争でマグナたちに敗れたがレイの力によって再誕した。時間さえあれば自力で復活することも出来たが、今を生きるマグナたちから完全勝利を勝ち取るため全ての矜持を捨ててレイの誘いに乗った。

### サモンナイト3
レックス
男性主人公。マルティーニ家に家庭教師として雇われていた元帝国軍人。
界の意志と万物を繋ぐ魔力の流れ「共界線（クリプス）」を制御する核識となりうる適格者にして、無色の派閥が造りだした封印の剣の一振り「碧の賢帝（シャルトス）」を打ち直した魔剣「果てしなき蒼（ウィスタリアス）」の『抜剣者（セイバー）』。
かつて共に戦った仲間の墓参のため、護人のアルディラ、ヤッファと共に一時的に忘れられた島を離れている。
ベルフラウ・マルティーニ
鬼属性の生徒。適格者にして碧の賢帝と対となる剣「紅の暴君（キルスレス）」が新生した浄火の魔剣「不滅の炎（フォイアルディア）」の抜剣者。
マルティーニ家の跡取りの立場をいとこのナップに譲り、自身は師と同じく教師として島に留まる道を選んだ。
イスラ・レヴィノス
「紅の暴君」の伐剣者で、帝国初の女将軍アズリア・レヴィノスの実弟。
魔剣が砕かれた影響で幼児退行していたが、伐剣者としての記憶は剣の欠片に閉じ込められており、適格者としての資質も喪失したわけではなかった。砕かれた剣が新生し生徒へ継承されたことで記憶を取り戻し、復調後は贖罪としてかつて自身が襲撃した鬼妖界集落で農作業に勤しんでいた。
正体不明の勢力が島を襲撃した際に、住民を守るため「紫紺の蛇刀（バルバーリア）」の封印を解き「翠遠の息吹（ヴェルディグリオン）」として新生させて三人目の抜剣者として覚醒する。

### サモンナイト4
ライ
男性主人公。帝国北部の宿場町トレイユにある宿屋「忘れじの面影亭」の雇われ店主兼料理人。
名も無き世界の人間と古妖精の間に生まれた半妖精の響界種（アロザイド）で、浮遊城事件を収束に導き『越響者（クロスレイヤー）』と呼ばれる。
宿を仲間たちに任せ、愛娘のミルリーフを連れて帝都ウルゴーラで料理の修行をしていたが、政変により混乱する帝都を出てトレイユに戻ることを命じられる。
ミルリーフ
ピンク色の竜の子。浮遊城ラウスブルグの主だった守護竜の忘れ形見であり、少女の姿に変身できる。
先代守護竜から知識と力を継承し至竜に到ったが、まだまだ幼いところがあり自分を拾って育ててくれたライを「パパ」と呼んで慕っている。
フェア
女性主人公。シャオメイからの紹介状を携えて忘れじの面影亭に助っ人としてやってきた料理人の少女。ライより1歳年上。
特別な事情があるのか、必要以上に他者と交わろうとしなかったり、料理の味見を一切しないなど、謎めいたところがある。
リューム
フェアが連れてきた青色の竜の子。ゲームでは少年の姿に変身できたが、小説ではその力を持っていない。
エニシア
リィンバウムの人間と月光花の古妖精の間に生まれた半妖精の響界種。ライより1歳年上。
かつてはギアンと共にライたちと敵対する立場であったが、和解した後は宿屋で働くようになり平穏に暮らしていた。レイム率いる帝国軍の襲撃を受けて追われる身となるが、カサスを始めとした仲間たちの助力や界を渡ってきたギアンたちによって当面の危機を脱する。
ギアン・クラストフ
幽角獣とリィンバウムの人間の間に生まれた響界種。無色の派閥の大家クラストフ家の若き当主である獣属性召喚師。
自分たちを迫害した人間に復讐するため、エニシアやカサスたちを唆して浮遊城を占拠し至竜に到ろうとしたものの、魂の弱さゆえに堕竜と化した。
ライたちによって救われた後は、心の弱さを克服すべく幻獣界の竜の郷で修行を積んでいたが、世界の危機を察知し、師範や御使いのクラウレと共にエニシアたち古妖精の力を借りてリィンバウムに帰還した。
コーラル
緑色の竜の子。『深叡の護法竜』の異名を持つ、幻獣界の『竜尋郷（ドライプグルフ）』の束ね役たる至竜。中性的で幼い容姿とは裏腹に相当の齢を重ねた存在。
至竜でも堕竜でもない半端な未熟者のギアンを、挽回の余地があると見なして先達として導いている。世界の危機を察知しギアンと共にリィンバウムへ渡ってきた。